# Riedern
Riedern est une localité et une ancienne commune suisse du canton de Glaris, située dans la commune de Glaris Centre.

## Géographie

Photo aérienne prise à 1500 m par Walter Mittelholzer (1925)

Selon l'Office fédéral de la statistique, Riedern mesure 1,52 km2. 
Riedern est limitrophe de Glaris et Netstal.

## Démographie
Selon l'Office fédéral de la statistique, Riedern compte 734 habitants fin 2022. Sa densité de population atteint 483 hab./km2.
Le graphique suivant résume l'évolution de la population de Riedern entre 1850 et 2008 :